# Scaevola verticillata
Scaevola verticillata är en tvåhjärtbladig växtart som beskrevs av Leenh. Scaevola verticillata ingår i släktet Scaevola och familjen Goodeniaceae. Inga underarter finns listade i Catalogue of Life.